# Santadi
Santadi (Santàdi in sardo) è un comune italiano di 3 034 abitanti della provincia del Sulcis Iglesiente, situato nel Basso Sulcis, a sud ovest di Cagliari, da cui dista circa 60 km.
Il paese è rinomato per la sua ricca enogastronomia, per le bellezze naturalistiche e per le numerose testimonianze del passato.

## Geografia fisica

### Territorio

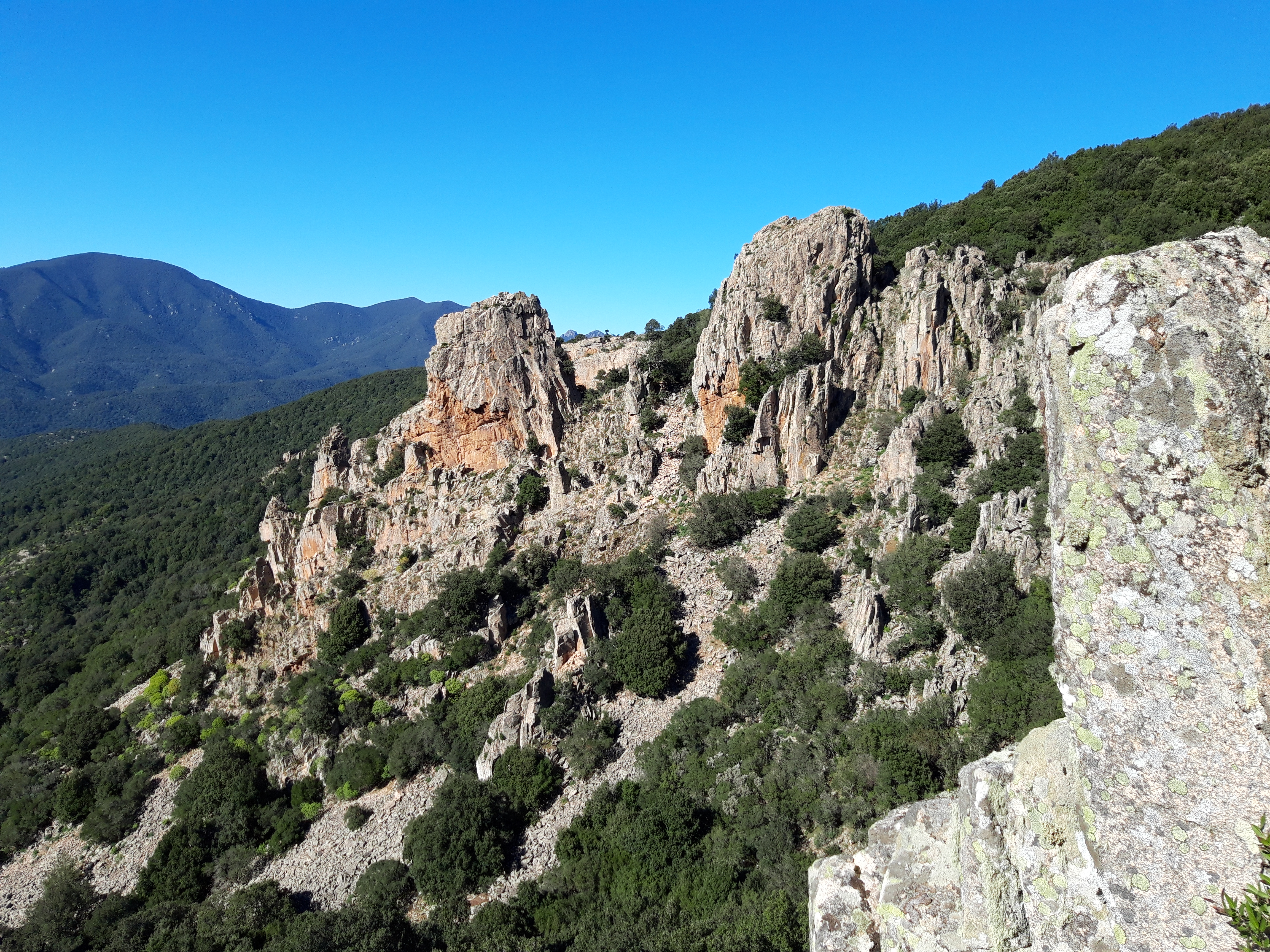
Zone montuose del territorio comunale

Il territorio comunale si estende complessivamente per 116 km², di cui circa 50 occupati da un fitto bosco di lecci, lillatri, sughere, con sottobosco costituito da vegetazione tipica dell'area mediterranea. Il comune confina a settentrione con quello di Nuxis, a occidente con i comuni di Villaperuccio e Piscinas, a meridione con Teulada e ad oriente con i comuni di Domus de Maria, Pula e Assemini. Il centro abitato è situato a 134 metri sul livello del mare, al centro di un'ampia vallata dalla quale si erge un gruppo montuoso che nel territorio comunale raggiunge la massima altitudine con i 1104 metri del Monte Tiriccu. Il comune è privo di sbocco sul mare.
Il paesaggio è prevalentemente collinare e montuoso, non mancano comunque delle fertili piane. Il territorio comunale e più in generale quello del Sulcis-Iglesiente nel suo complesso costituisce la zona geologicamente più antica d'Italia e tra le più antiche d'Europa, risalente a quasi 600 milioni di anni fa.
L'acqua è un elemento abbondante grazie ai numerosi rilievi. Il principale corso d'acqua è il rio Mannu, avente regime torrentizio, il quale separa le due borgate principali, Santadi Basso e Santadi Centro. Il torrente costituisce uno dei maggiori immissari del lago artificiale di Monte Pranu. Sono presenti alcuni piccoli bacini d'acqua artificiali come il laghetto di Crabì e quello di Su Benatzu. Le falde sono numerose e ricchissime d'acqua; proprio le acque sotterranee hanno favorito importanti fenomeni carsici: il territorio santadese brulica di grotte e cavità. Le Grotte Is Zuddas sono un esempio importante di tale fenomeno.
Santadi è uno dei comuni che costituiscono il Parco del Sulcis (o di Gutturu Mannu), un parco naturale di decine di migliaia di ettari coperti da macchia mediterranea. Nel parco sorge una delle foreste più grandi in Italia: 35.000 ettari senza soluzione di continuità, di grande valore naturalistico, la lecceta più estesa al mondo.

### Clima

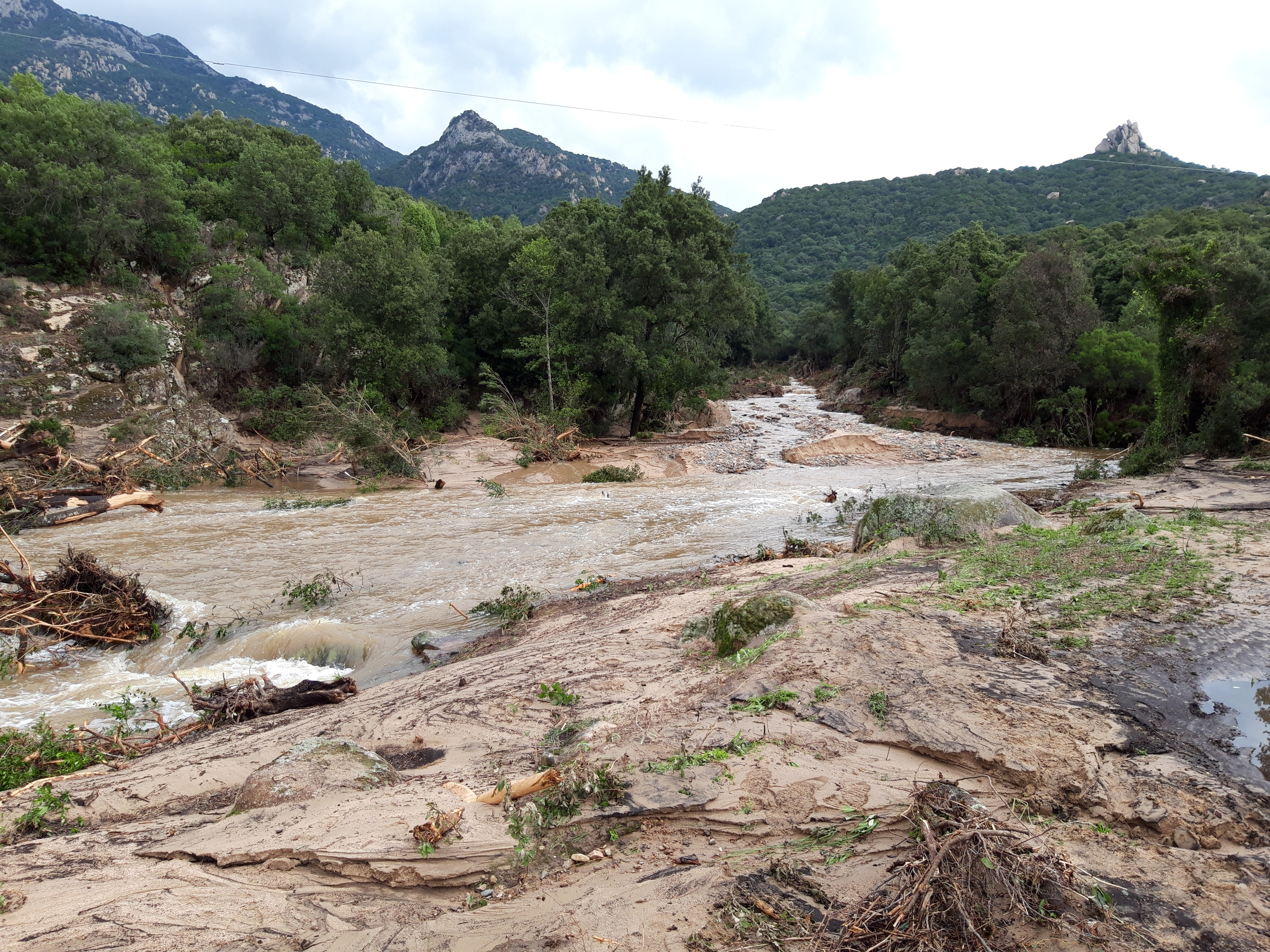
Alluvione nei monti di Santadi (10 ottobre 2018)

Il clima è tipicamente mediterraneo, con lunghe estati secche e inverni miti e talvolta piovosi. Le piogge si concentrano nel semestre che va dalla metà di ottobre alla metà di aprile; i mesi mediamente più piovosi sono novembre e dicembre, mentre luglio è il più siccitoso; molto siccitosi sono generalmente agosto e giugno e talvolta settembre e maggio. Santadi paese ha una piovosità media di 665,3 mm, in base ai dati raccolti a partire dal 1922 dall'Ente Idrografico della Sardegna. Pantaleo, località ai piedi delle montagne santadesi, registra invece una piovosità media di 877,6 mm.
A fronte di questi valori medi, possono esservi annate particolarmente siccitose, come quella 2001-2002 (appena 336,2 mm tra l'agosto 2001 ed il luglio 2002) e lunghissimi periodi senza precipitazioni, come nel 1924 (totale assenza di piogge dal 4 aprile al 1º ottobre). Il territorio è stato tuttavia flagellato anche da fenomeni alluvionali: il ponte che unisce le due borgate di Santadi Basso e Santadi Centro è stato più volte divelto dal rio Mannu. Si ricordano alcuni episodi alluvionali notevoli, testimoniati dai dati pluviometrici disponibili a partire dal 1922. Nel novembre 1933 si ebbero quasi 258 mm mensili a Santadi e 370 mm a Pantaleo, con 82 mm nel solo giorno 20 in tale località. Nel marzo 1953 ci fu uno degli episodi più gravi, con l'allagamento di Santadi Basso e Terresoli, dovuto al rio Mannu ed ai suoi affluenti: il 16 marzo caddero 91 mm a Santadi, 98 mm a Pantaleo e 201 mm a Is Cannoneris, località più a monte di Pantaleo; tra il 14 ed il 16 marzo 243 mm a Pantaleo e 168 mm a Santadi. Gli anni cinquanta e sessanta furono generalmente molto piovosi. Altra importante alluvione si ebbe il 15 gennaio 1961, quando caddero 102 mm in 24 ore a Santadi e ben 544 mm tra dicembre 1960 e gennaio 1961. L'ultima grande esondazione del rio Mannu si ebbe il 27 novembre 1971 (84 mm in 24 ore a Santadi, con 287 mm mensili; 100 mm in 24 ore a Pantaleo, con 322 mm mensili): in tale giorno venne divelto anche il ponte tra via Roma e via Cagliari. Gli anni ottanta e novanta ed i primi anni 2000 furono spesso avari di precipitazioni, si segnala comunque qualche episodio di pioggia alluvionale, come nell'agosto 1997. Nei due decenni degli anni 2000 e 2010 si verifica un'alternanza tra annate sopra media e periodi siccitosi. Si segnala l'eccezionale piovosità del periodo tra il maggio e l'agosto 2018 (normalmente, in altre annate, molto siccitoso), con prosecuzione nei mesi di ottobre e novembre 2018 e l'episodio alluvionale del giorno 10 ottobre 2018, quando un violento temporale notturno portò grande devastazione nell'alveo del rio Is Castangias (affluente del rio Mannu) ed il quasi straripamento del rio Mannu a Santadi Basso.
L'andamento termico è simile a quello delle altre località pianeggianti dell'entroterra meridionale sardo. Le temperature sono più elevate nei mesi di luglio e agosto, specialmente tra l'ultima decade di luglio e la prima di agosto, con valori diurni medi ben sopra i 30 gradi e picchi oltre i 40 (specie quando i venti si dispongono da sud-est). Più freddi sono i mesi di gennaio e febbraio, con valori diurni medi attorno ai 14 gradi e valori notturni attorno ai 5; non mancano le gelate durante l'inverno (eccezionalmente anche in primavera e fine autunno), con valori che si sono avvicinati ai −5 °C nei maggiori episodi di ondate di freddo.

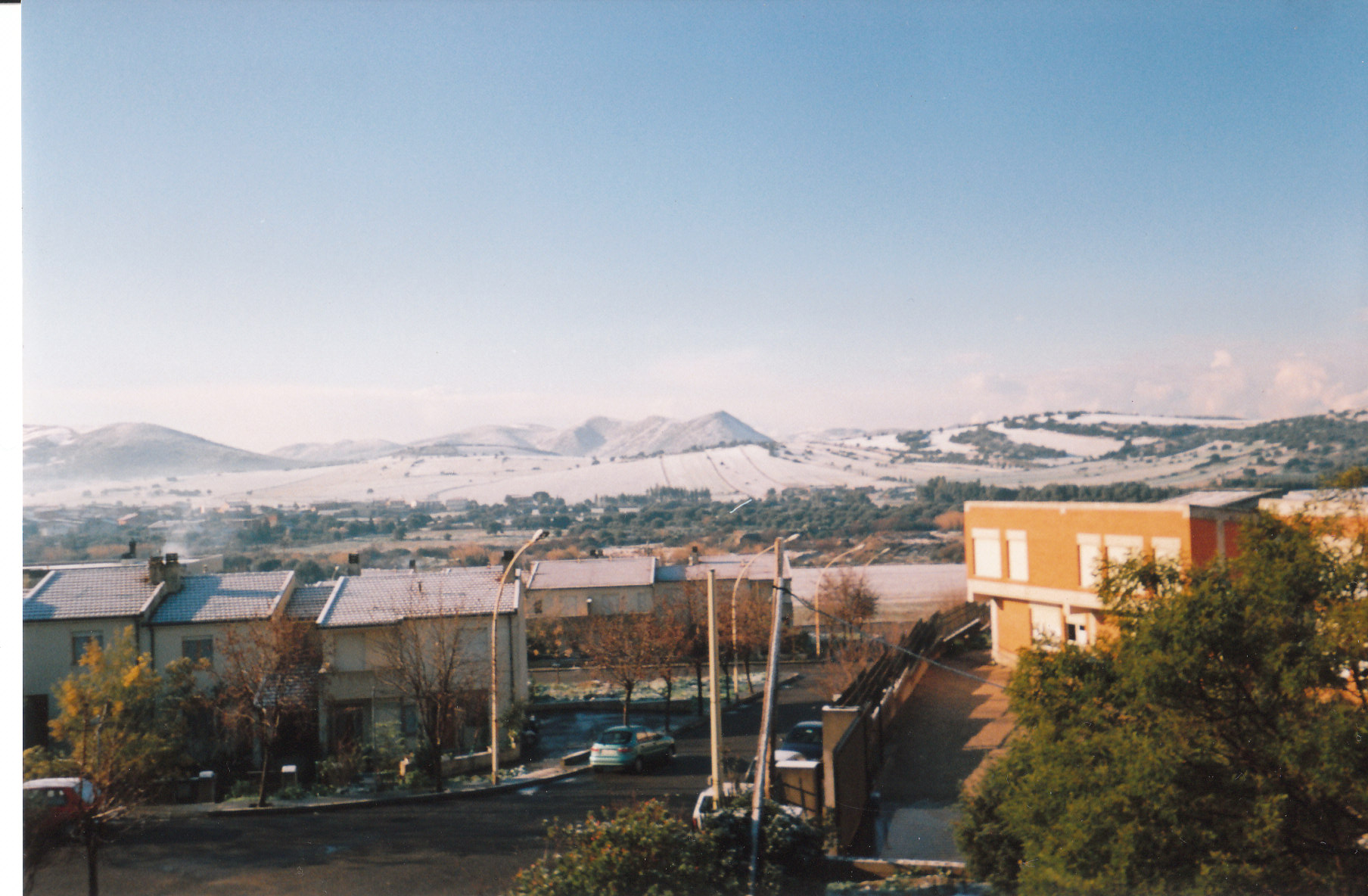
Neve a Santadi nel gennaio 1999

La neve cade abbastanza frequentemente alle quote elevate, con più episodi durante la stagione fredda nei maggiori rilievi. Diviene sempre più rara alle quote sotto i 700/800 m, con tempi di ritorno di molti anni in pianura, specie nevicate con accumulo. In alcune annate ci sono stati episodi nevosi di rilievo con accumulo al suolo, peraltro in coincidenza con le altre località pianeggianti e costiere del sud dell'Isola; in particolare si segnalano in tempi recenti il gennaio 1985, il febbraio 1986, il gennaio 1993 ed il gennaio 1999. L'episodio più significativo della seconda metà del Novecento rimane quello del febbraio 1956, quando la neve coprì tutta la Sardegna in modo inconsueto.
Nel decennio 2010 si sono verificati episodi di neve senza accumulo il 12 febbraio 2010, i giorni 7, 11, 12 del febbraio 2012, la notte tra il 31 dicembre 2014 ed il 1º gennaio 2015.

## Origini del nome
Sull'origine del nome di Santadi si sono verificate in passato delle discordanze. Una tesi sostiene l'origine punica del toponimo, in particolare la derivazione dalle parole 'Sin', ovvero luogo, e 'Duadi', cioè acqua, ad indicare la ricchezza dell'elemento dell'acqua nel territorio. Questa tesi ha ricevuto una contestazione in un articolo dell'Unione Sarda del 20 ottobre 1988, nel quale l'autore, Padre Filippo Pili, ha sostenuto la totale infondatezza di questa derivazione. Più probabile la derivazione da 'Sant'Agata', la santa alla quale era consacrata la vecchia chiesa ubicata in Santadi Basso, costruita sui resti di un tempio romano, quella che i santadesi chiamavano 'Sa Cresia Manna' (la chiesa grande). Già in documenti del XVI secolo si parla di Santa Ada e ancor prima di Sant'Agatha, Villa di Sant'Agatha di Zulkes (o Solki), Villa di Sant'Agata e poi, dal XVI secolo appunto, di Villa di Santa Ada, Santa Adi, Santadi.

## Storia

### Preistoria ed età antica

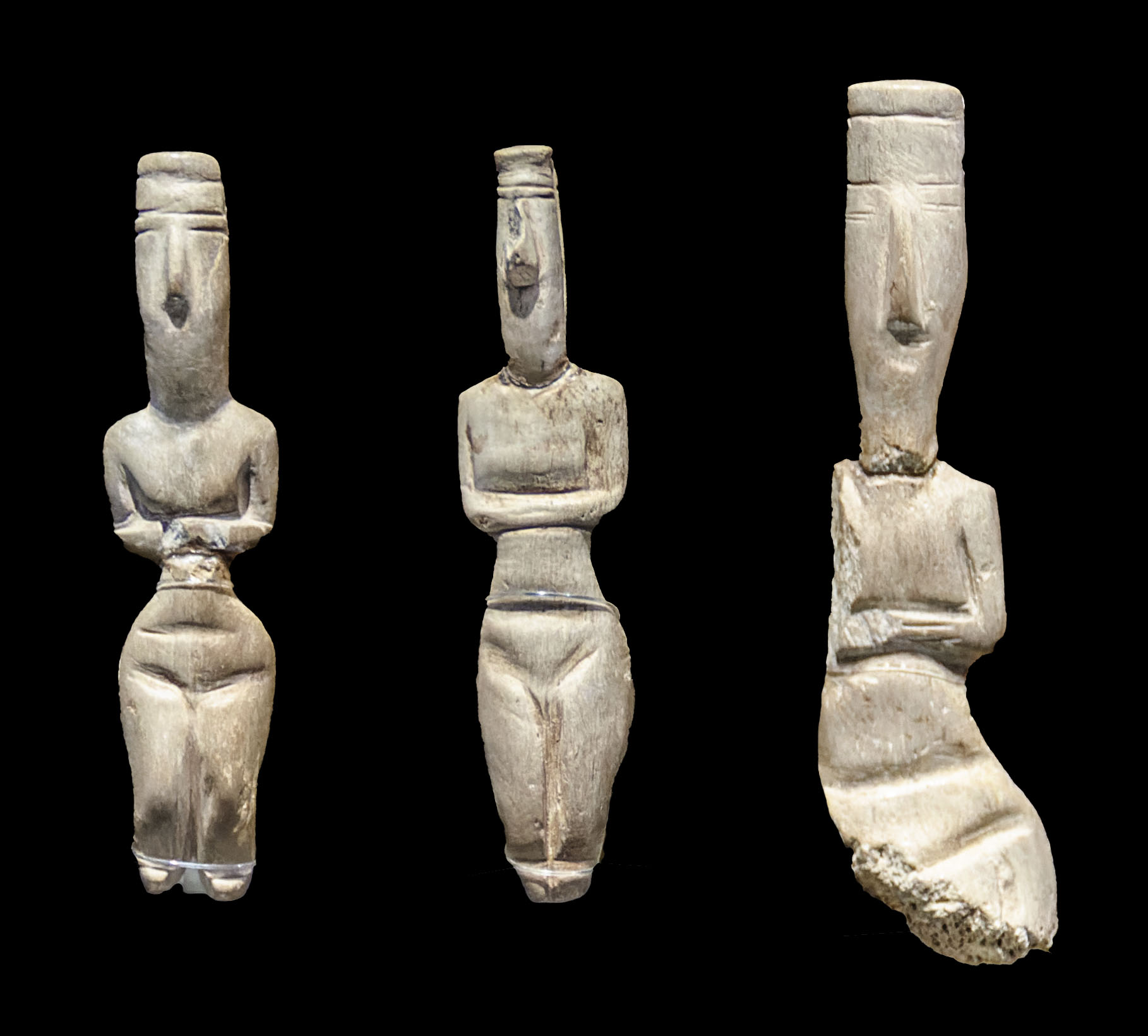
Cultura di Bonu Ighinu, Neolitico medio, statuine femminili in osso, da Santadi

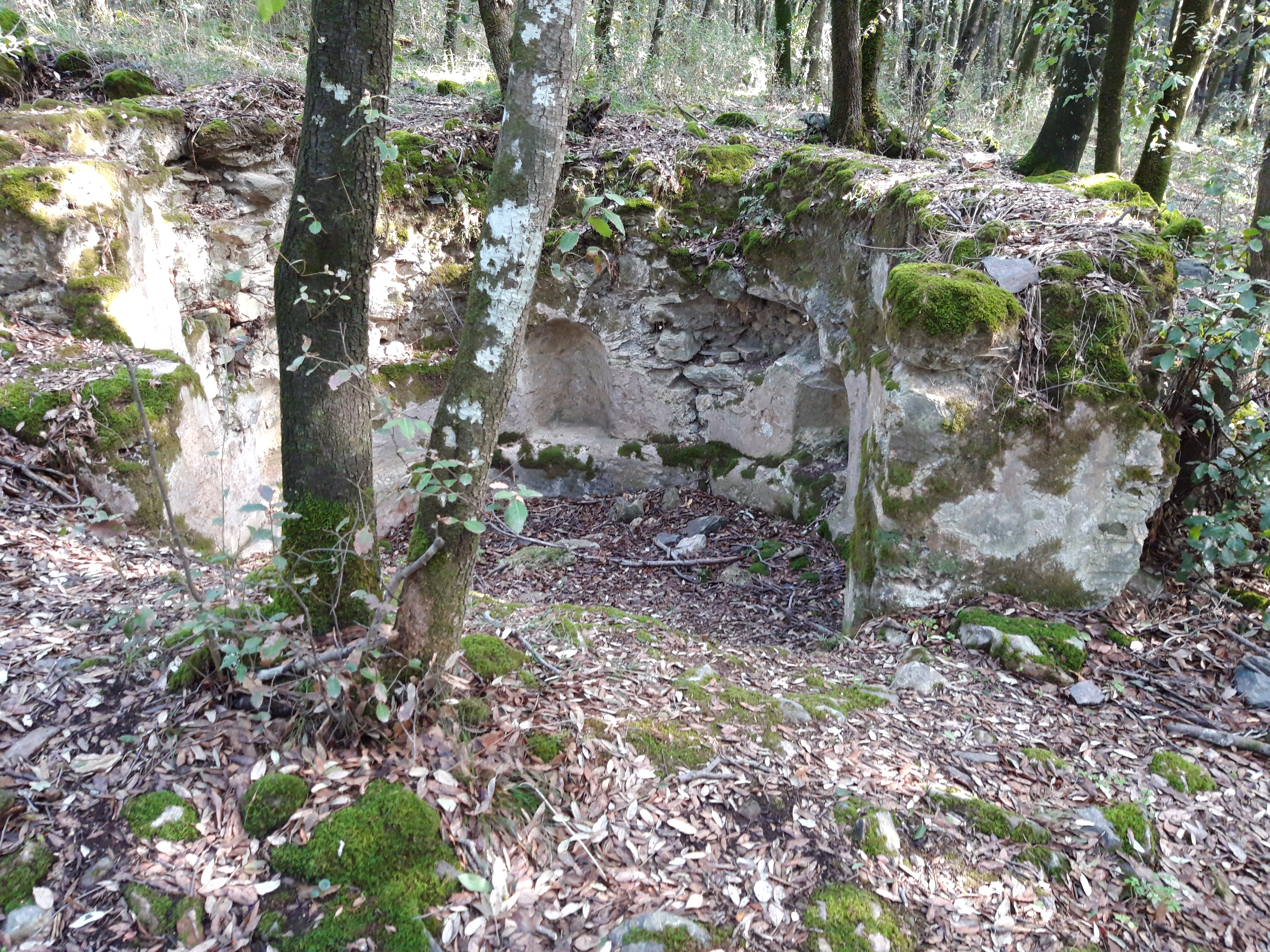
Terme romane di Is Figueras (Pantaleo)

Il territorio di Santadi è abitato fin dalla preistoria. I primi insediamenti sono databili al periodo prenuragico. Testimonianze archeologiche della presenza umana in tale epoca sono degli idoletti femminili in osso, rappresentanti la Dea Madre, rinvenuti in caverne in località Monte Meana, risalenti al Neolitico Medio, ovvero a circa 3500 anni prima di Cristo.. 
Numerose sono le vestigia che documentano la presenza della civiltà nuragica (II millennio a.C.): una delle più note è la Tomba Dei Giganti di Barrancu Mannu. La tomba, in granito giallo-rosa, è databile al Bronzo medio (1300 a.C. circa) ed è composta da un corpo tombale absidato, un corridoio coperto e da una esedra arcuata dove è presente un piccolo pertugio, sormontato da un architrave, con la funzione di ingresso alla tomba. Anche i nuraghe, presenti in gran numero, testimoniano la frequentazione massiccia del territorio santadese da parte di tale civiltà: esempi sono i nuraghe de S'Ossiga, Mannu de Barrua, Pimpini, Senzu, de su Schisorgiu, Sanna.
Capitolo a parte, per quanto riguarda le testimonianze archeologiche di epoca nuragica, merita il Tempio nuragico di Su Benatzu (Grotta Pirosu o Grotta del Tesoro), sito in località Su Benatzu, in prossimità delle Grotte Is Zuddas. Si tratta di una grotta santuario scoperta nel giugno 1968, la più importante della Sardegna per ricchezza dei rinvenimenti. A circa 150 metri dall'ingresso si trova la Sala del Tesoro, nella quale sono stati rinvenuti numerosi resti ceramici e metallici (di rame, bronzo e oro), databili tra gli anni 820 e 730 a.C.
Intorno al 1000 a.C. e con sempre maggiore insistenza nei successivi secoli, la Sardegna cominciò ad essere frequentata dai Fenici e in seguito dai Punici, che si spinsero dalle coste verso l'entroterra, territorio santadese incluso, ove iniziarono a stanziarsi, spesso scontrandosi con le preesistenti comunità nuragiche. Notevoli le testimonianze della civiltà fenicio-punica a Santadi (VII-III secolo a.C.): l'Insediamento di Pani Loriga è l'esempio più importante di questa fase storica. Il sito, che sorge su una collina, era già frequentato in epoca prenuragica e nuragica, come prova la presenza di domus de janas, anche se le tracce più evidenti sono quelle di epoca fenicio-punica: risalgono a questa fase gli insediamenti abitativi e le necropoli.
Nel 238 a.C. i Romani conquistarono la Sardegna, sconfiggendo Cartagine nella prima guerra punica. Da questo momento inizia la fase romana anche nel territorio santadese. Ai Romani si devono le terme in località Is Figueras, nei pressi di Pantaleo. Un'altra testimonianza romana era la chiesa di Sant'Agata, edificata sui resti di un tempio romano, di cui oggi si conserva qualche limitata traccia (un capitello in stile corinzio ed una lapide con epigrafe latina). La presenza romana durò per molti secoli, fino al 456 dopo Cristo, quando la Sardegna venne occupata dai Vandali.

### Medioevo
Durante il periodo della dominazione vandalica, come narra lo storico Procopio, alcuni Mauri ribelli sarebbero stati esiliati dall'Africa alle alture nei pressi di Cagliari, identificabili forse con i monti sulcitani ed il territorio santadese. Discenderebbe da questo fatto l'appellativo di 'Mauritano' per ciò che riguarda Santadi ed il suo territorio.
Nel 534 d.C. la Sardegna passò dai Vandali ai Bizantini. Molto limitate le testimonianze di epoca altomedievale nel territorio santadese. Una sepoltura rinvenuta nel 1972 in località Barrua de Basciu risale probabilmente a tale periodo, o forse al periodo tardo romano.
L'espansione araba nel Mediterraneo provocò un'interruzione dei collegamenti tra la Sardegna e Bisanzio, così, intorno al IX secolo d.C., l'Isola si rese autonoma: nacquero i Giudicati. Santadi ed il suo territorio facevano parte del Giudicato di Cagliari, ed in particolare della Curatoria del Sulcis. Al secolo XI risale la prima testimonianza scritta su Santadi: il Giudice Torchidorio I lasciava per testamento all'Arcivescovo di Cagliari, assieme ad altre nove Ville, la Villa di Sant'Agatha de Zulkis, l'odierna Santadi.
Alla caduta del giudicato, nel 1258, il territorio santadese passò sotto il dominio della Repubblica di Pisa, in particolare della famiglia Della Gherardesca. In seguito, nel 1324, passò agli aragonesi, che lo infeudarono a Pietro de Sena e successivamente al Vescovo di Sant'Antioco, che in quel periodo si trovava a Tratalias: comincia il periodo della Baronia. Con l'abolizione della Diocesi del Sulcis, il feudo e le relative entrate fiscali furono trasferite all'Arcivescovo di Cagliari, creando però un contenzioso secolare con il vescovo di Iglesias.
A partire dalla metà del XIV secolo, a causa delle epidemie di peste e dei continui conflitti tra Arborea e Aragonesi, nel Sulcis iniziò un progressivo processo di spopolamento con la scomparsa pressoché totale, nel giro di un paio di secoli, di tutti i centri abitati e la loro caduta in rovina. Santadi seguì, come le altre Ville, questo destino.

### Età moderna
Dopo il forte spopolamento al termine del Medioevo, tracce di attività umana sono documentate già dalla fine del XVI secolo, in particolare risultano da alcuni atti giudiziari. Anche nel XVII secolo la presenza umana a Santadi è ben documentata. È comunque solo a partire dal XVIII secolo che si registra una considerevole ripresa demografica, anche per via di migrazioni di pastori e agricoltori dal Campidano, da Iglesias e dal Nuorese.
La nuova fase di popolamento era essenzialmente legata alla vita rurale: nel territorio santadese, e più in generale nel Sulcis, sorsero numerosi Furriadroxius, insediamenti autosufficienti dislocati in campagna e abitati da poche famiglie. Spesso questi nuclei abitativi prendevano il nome dalla famiglia che originariamente li aveva costituiti (Is Pinnas= 'Su de Is Pinnas', ovvero il luogo della famiglia Pinna), oppure da elementi fisici del posto (Su Benatzu= luogo umido, dove rimane l'acqua). Alcuni di questi insediamenti divennero più importanti e registrarono una forte crescita, prendendo l'appellativo di 'Addeu' o 'Boddeu', come nel caso di Santadi Basso (su Addeu de Baxiu), che rappresenta il nucleo abitativo da cui trae origine l'attuale Santadi.
Da Santadi Basso, spesso soggetto alle alluvioni del Rio Mannu, la popolazione iniziò a trasferirsi nella zona a destra del fiume, presso il colle di San Nicolò, determinando la costituzione dell'attuale Santadi Centro (su Addeu de Susu). Ancora nell'anno 1800, tuttavia, Santadi Basso risultava il più popoloso tra i due.

### Età contemporanea

#### Dalla nascita del comune alla Prima guerra mondiale
Nell'anno 1839 si registrò l'abolizione dei feudi e quindi la fine della Baronia. Nel 1853 venne costituito il Comune di Santadi, comprendente anche gli attuali comuni di Villaperuccio e Nuxis. Negli anni '60 del secolo '800 venne acquistato dal neonato comune il terreno sul quale sorgerà il municipio, parte dalla Curia (in quanto vi si trovava il vecchio cimitero) e parte dalla famiglia Piras. Nel 1868 venne costruito il ponte sul rio Mannu, tra Santadi Basso e Santadi Centro, mentre nel 1891 si procedette all'espropriazione dei terreni lungo la strada che collegava le due borgate, l'attuale Via Fontane, per favorire la costruzione di nuove case e l'unione delle due parti del paese. Fu in questi decenni che vennero anche sistemate le strade di collegamento con i paesi limitrofi ed iniziò ad essere interrotto l'isolamento. Alla fine del secolo fu realizzato anche il Monte Granatico.
Nel 1870 il Comune di Santadi fece dividere in lotti quelle terre che un tempo erano dell'intera comunità e le fece mettere all'asta pubblica: si trattava essenzialmente di terreni boschivi. In assenza di offerte si passò alla trattativa privata e all'acquisto da parte di Leone Gouin, per conto della società francese Petin et Gaudet (conosciuta in paese come Des Forges), nonostante un'offerta più cospicua da parte dell'altro potenziale acquirente, il cagliaritano Vincenzo Ridi. Tuttavia i rapporti tra i francesi ed il comune si deteriorarono presto, arrivando allo scontro giudiziario. La Petin et Gaudet procedette in un primo tempo allo sfruttamento del legname per la carbonizzazione, successivamente alla distillazione del legno. Tra il 1913 ed il 1914 ci fu la costruzione degli stabilimenti, delle abitazioni e di tutte le strutture necessarie alla società, in località Pantaleo; venne costruita anche una linea ferroviaria tra gli stabilimenti e Porto Botte, per i trasporto dei prodotti ricavati dallo sfruttamento boschivo. Tra il 1915 ed il 1918 si verificò il boom dell'attività, con un calo verso il 1919. La società francese continuò le attività di taglio del legname e produzione del carbone fino alla fine degli anni '30. Le attività nei boschi attirarono lavoratori forestieri, molti provenienti dalla Toscana, alcuni dei quali si stanziarono a Santadi e misero su famiglia: molti cognomi santadesi richiamano queste origini.
Il primo sindaco di Santadi fu Efisio Basciu, ricco proprietario terriero, in carica dal 1875. Nei primi decenni amministrativi si alternarono alla carica di sindaco il già citato Basciu, Antonio Ziranu, Pietro Sanna e Antioco Balia; quest'ultimo fu vittima di un attentato il 29 marzo 1909 in località S'Arcu de Camburu.
Santadi pagò un notevole tributo di sangue durante la Grande Guerra, con ben 86 Caduti ed innumerevoli mutilati e reduci (all'epoca Nuxis e Villaperuccio ancora erano parte del territorio comunale, pertanto nel conteggio sono inclusi i nativi di tali paesi).

#### Dal ventennio fascista a oggi
Durante il ventennio fascista il territorio del Sulcis subì notevoli trasformazioni, dovute all'avvio dello sfruttamento dei giacimenti carboniferi. A Santadi arrivò negli anni '30 la corrente elettrica, seppur solo in alcune zone. Anche la Seconda guerra mondiale portò a perdite di vite umane tra i cittadini santadesi.
Dopo il termine del Secondo conflitto mondiale, Santadi registrò un forte fenomeno migratorio verso le regioni settentrionali d'Italia e verso alcuni stati esteri, anche per via della crisi dei tradizionali settori di sbocco occupazionale, quello minerario e quello legato allo sfruttamento boschivo. Negli anni '60 del Novecento le condizioni economiche iniziarono a migliorare: nel 1960 si costituisce la Cantina di Santadi, mentre nel 1962 la Latteria Sociale. Nei decenni successivi alla guerra si registrò un progressivo spopolamento dei furriadroxius ed un accrescimento della popolazione nelle zone centrali; si sviluppò anche la zona di Merareddu, che andò acquisendo sempre maggiore importanza. Il paese cambiò radicalmente aspetto: le case vecchie vennero progressivamente soppiantante da costruzioni nuove, con il boom del settore edilizio durante il periodo tra gli anni 1960 e 1990.
Nel giugno 1968 ci furono due importanti avvenimenti: la scoperta del tempio nuragico di Su Benatzu e la prima edizione del Matrimonio Mauritano.
Nel 1957 Nuxis diventa comune autonomo, mentre Villaperuccio ottiene il medesimo status nel 1979.

### Simboli

Stemma del Comune di Santadi con il cervo sardo

Nello stemma comunale compare il cervo sardo, che abita i boschi del territorio comunale, simbolo per eccellenza di Santadi, un tempo prossimo all'estinzione in Sardegna e preservato proprio nelle montagne santadesi e in quelle dei comuni limitrofi. L'animale compare anche nel logo della Pro Loco Santadi e in quello di altre associazioni del paese.
Il gonfalone municipale è un drappo trinciato di bianco e di azzurro.

## Monumenti e luoghi d'interesse

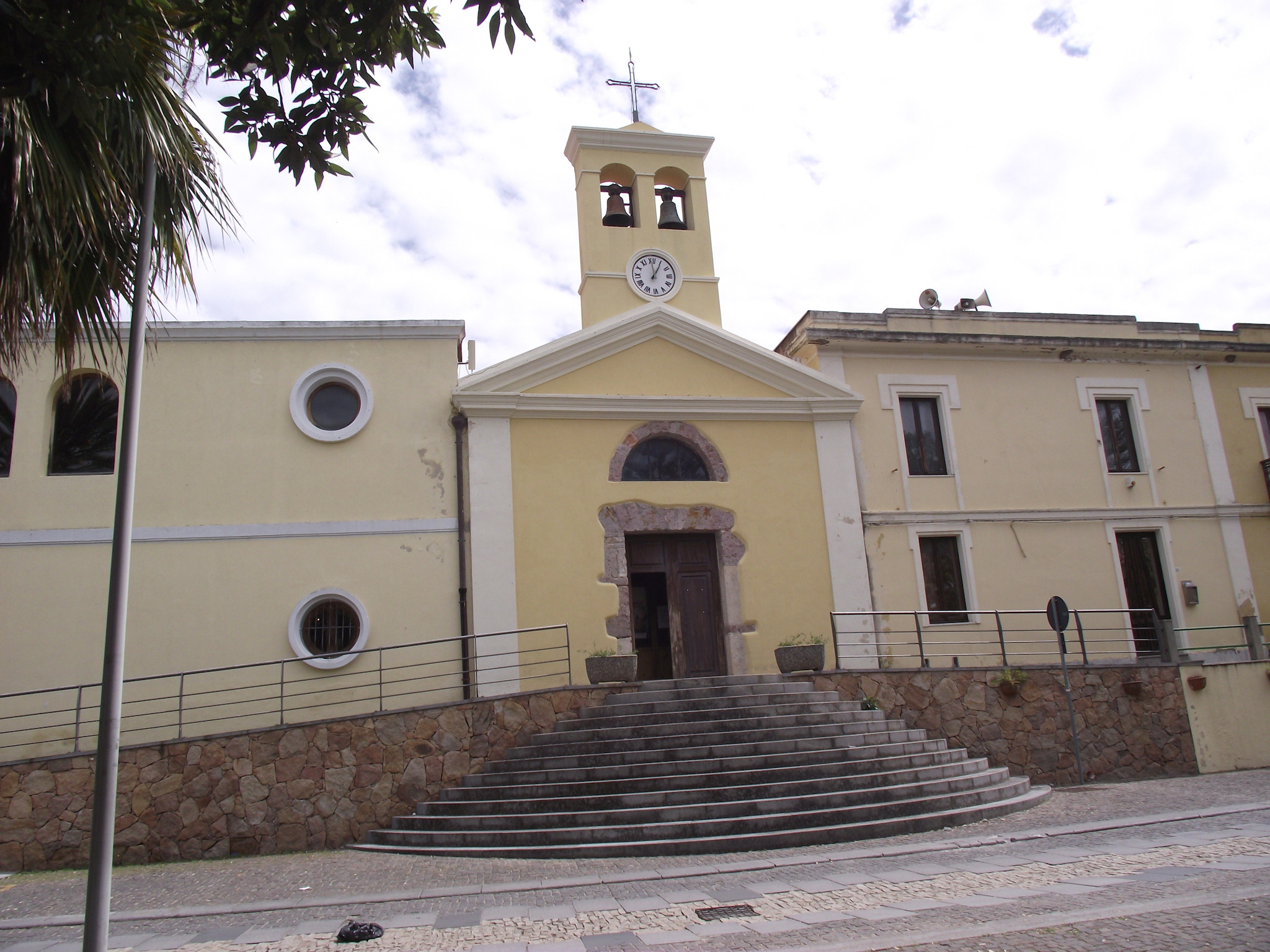
Chiesa Patronale di San Nicolò

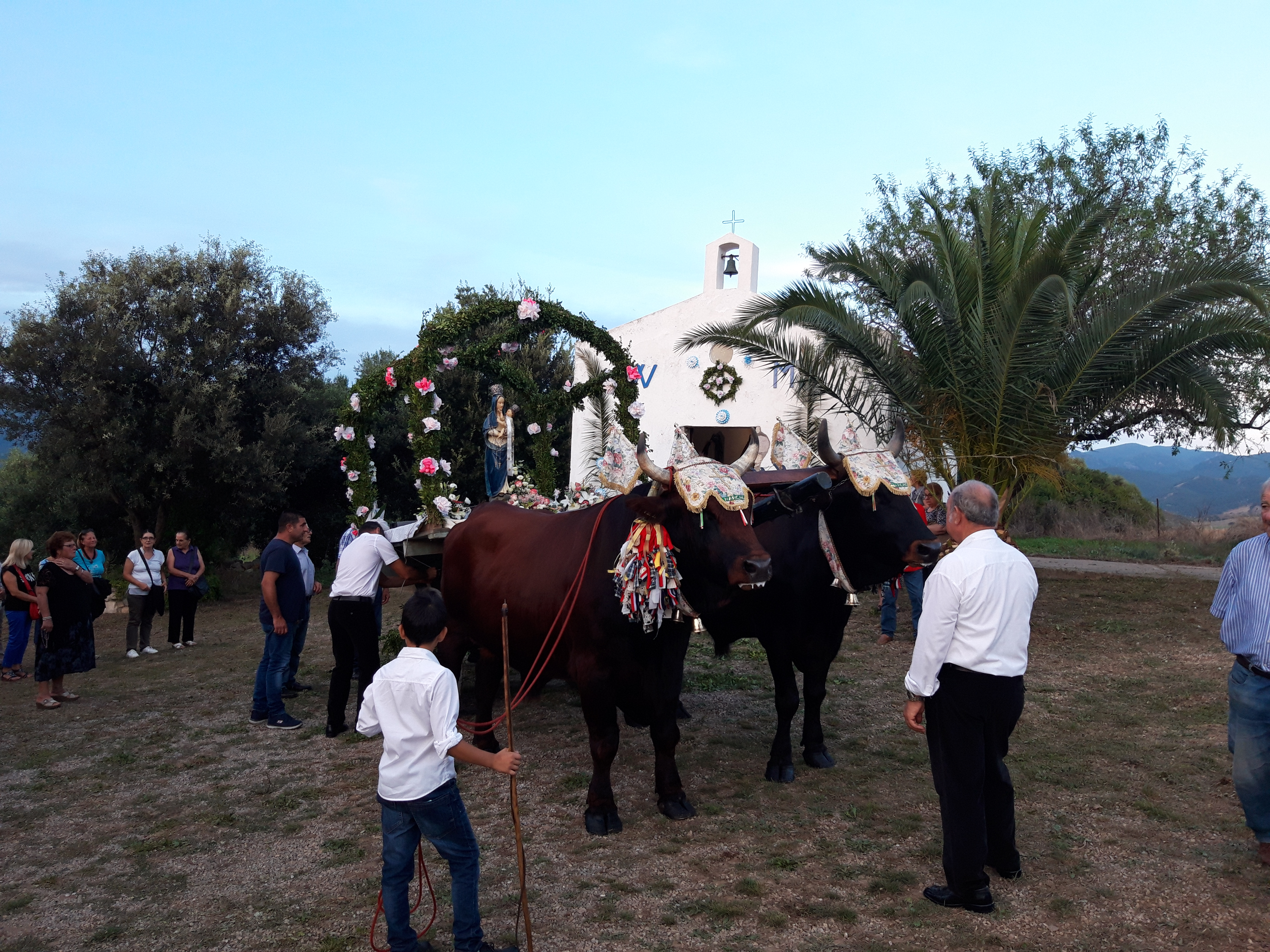
Chiesa di Santa Maria di Monte Fracca

### Architetture religiose
- Chiesa patronale di San Nicolò di Bari. È la principale chiesa di Santadi, sita nella parte alta di Piazza Marconi. La sua datazione è incerta, probabilmente l'impianto è tardo settecentesco, mentre la facciata è della fine del secolo successivo. Presenta linee classiche e campanile a vela. L'interno è a croce latina, con navata unica e composta da quattro volte a botte; alcuni affreschi decorano gli interni. Arredi sacri presenti nella Chiesa, databili al XIX secolo, conservano notevole valore.[26] Oltre alla statua lignea di San Nicolò è presente quella di Sant'Isidoro.
- Chiesa di Santa Maria di Monte Fracca (Barrua). Chiesetta campestre posta ai piedi di una collina chiamata 'Monte Fracca'. Secondo una leggenda tramandata oralmente e riportata in un canto religioso chiamato Is Coggius, sarebbe sorta nel 1724, per opera degli abitanti di Barrua e di un cacciatore, al quale sarebbe apparsa la Vergine Maria. La chiesa ha un impianto molto semplice, navata unica, tetto a doppio spiovente e campanile a vela.
- Chiesa di San Giovanni Bosco (Terresoli). È la chiesa della importante frazione di Terresoli. La sua costruzione risale alla seconda metà del Novecento (come le chiese di Is Cattas e Is Sabas).
- Chiesa della Madonna di Fatima (Is Sabas). Chiesa posta nella frazione di Is Sabas, punto di riferimento anche per le frazioni limitrofe. Presenta un impianto molto semplice.
- Chiesa di Pantaleo. Costruita da una società francese che era dedita allo sfruttamento boschivo del territorio santadese, per le esigenze spirituali di operai e dirigenti. Di piccole dimensioni, è immersa nella vasta foresta di lecci del massiccio montuoso sulcitano.
- Chiesa di San Giuseppe (Is Cattas). Posta nella frazione di Is Cattas, è consacrata a San Giuseppe.

### Architetture civili
- Casa Museo "Sa Domu Antiga" sede del museo etno in Via Mazzini
- Carcere mandamentale costruito nel 1873 è  sito all'interno di una cinta muraria a pianta quadrata.

### Siti archeologici
- Tomba dei giganti di Barrancu Mannu
- Tempio nuragico di Su Benatzu
- Insediamento fenicio-punico di Pani Loriga
- Terme romane in località Is Figueras

### Altro

#### Miniere
Nel territorio comunale sono presenti le seguenti miniere dismesse: miniera di Is Canis, miniera di monte Cerbus, miniera di monte Fracca, miniera di Su Benatzu.
Esplorazioni minerarie: Castel Nurchis, Is Seddas (barite), monte Cerbus, Murreci Su Benatzu, Punta Pireddu (barite), Sa Conchitta (barite), Pantaleo, Serra Is Figus.

### Aree naturali

#### Grotte

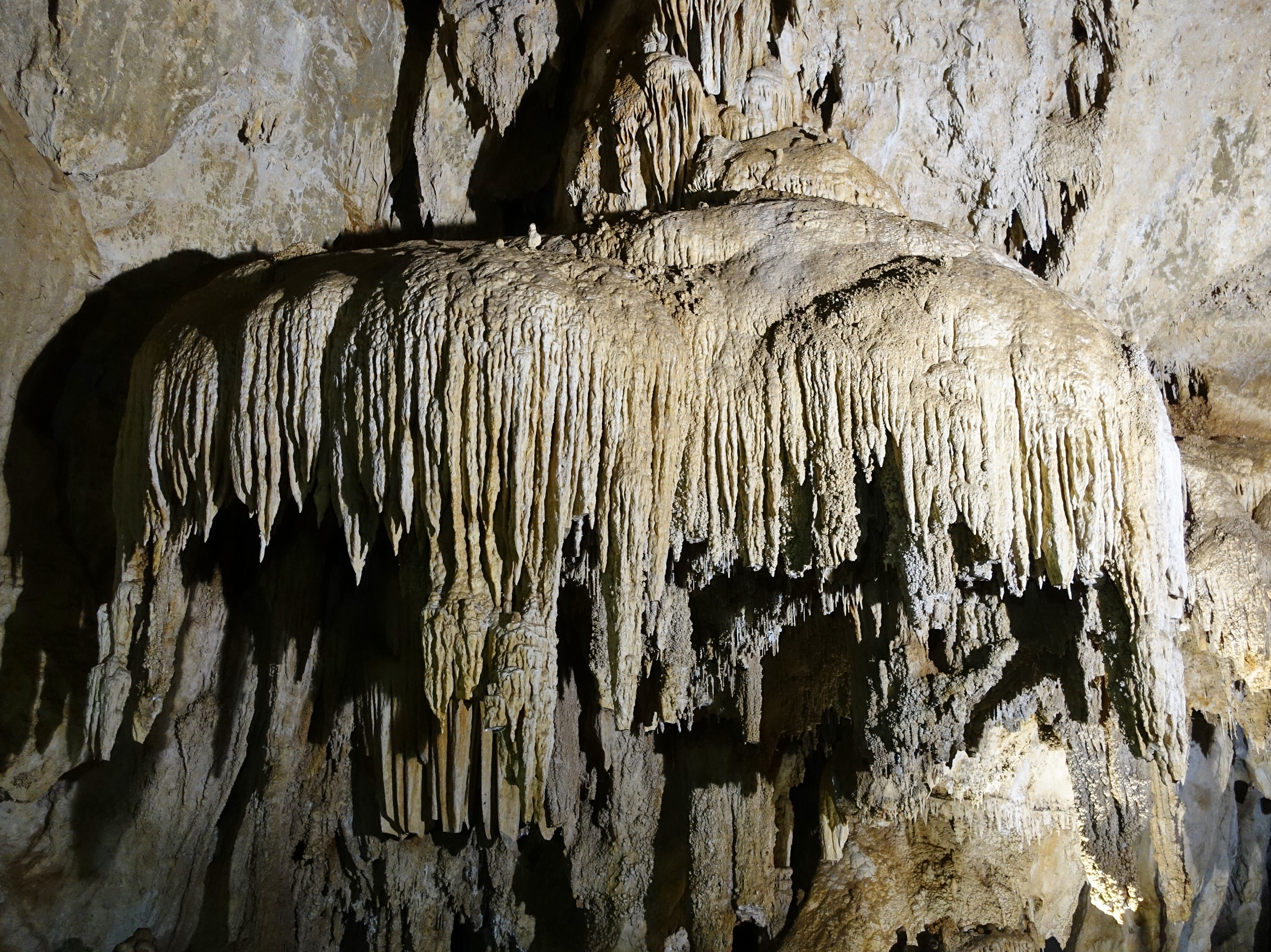
Grotte Is Zuddas

##### Grotte Is Zuddas
Si tratta delle grotte più famose di Santadi, uno scenario sotterraneo creato dall’incessante azione dell’acqua.
Il rilievo del monte Meana, nel quale si sviluppa la cavità, è costituito da rocce dolomitiche risalenti a circa 530 milioni di anni. La grotta, ancora in attività, consta di diverse sale ognuna delle quali si differenzia per la particolarità delle concrezioni. Negli anni sessanta la grotta venne utilizzata come cava di marmo, poi nel 1971, grazie all’intervento dello Speleo Club Santadese, si provvide alla chiusura ed al controllo della cavità. La grotta ha una temperatura costante di 16 gradi e umidità vicina al 100%.
Lungo il percorso turistico, che si sviluppa per circa 500 m, si possono ammirare numerose e talvolta imponenti concrezioni: dalle stalattiti alle stalagmiti, passando per le colate e le cannule fino alle rare eccentriche di aragonite. Queste ultime rappresentano la caratteristica principale delle grotte. Le aragoniti si presentano sotto due forme distinte: le aragoniti aciculari, che appaiono come grossi ciuffi di cristalli simili ad aghi, chiamate anche dagli speleologi  “fiori di grotta”; e le spettacolari aragoniti eccentriche (la cui elevatissima concentrazione in un'unica sala rende le Grotte Is Zuddas uniche al mondo): formazioni filiformi che sviluppandosi in ogni direzione, apparentemente senza essere influenzate dalla gravità, assumono spesso delle forme bizzarre. Nella grandiosa sala dell’Organo ogni anno, per la ricorrenza del Natale, viene allestito un grande presepe.

##### Altre grotte
- Grotta Monte Meana. È situata nella stessa collina delle Grotte Is Zuddas, ovvero monte Meana; l'ingresso si trova nelle vicinanze del furriadroxiu di Is Cattas. La grotta riveste notevole importanza archeologica, in quanto al suo interno furono rinvenute delle statuine in osso rappresentanti la Dea Madre, prime testimonianze della presenza umana a Santadi. Vari ambienti costituiscono questa grotta, all'interno della quale si possono trovare quegli elementi che ricorrono anche nelle vicine Grotte Is Zuddas, comprese le rare aragoniti. La parte più bassa della grotta si allaga solitamente nei periodi più piovosi dell'anno, anche per effetto delle piene del rio Is Carrillus. All'interno della cavità fu condotto nei primi anni '90 un esperimento di permanenza lunga all'interno di questi ambienti, organizzato dallo Speleo Club Santadese e condotto dallo speleonauta Giancarlo Sulas.[19][28]
- Grotta Il Campanaccio. Si tratta di una grotta scoperta nel 1975 che prende il nome dal fatto che al suo interno vennero rinvenuti i resti di una capra con il suo campanaccio, risalenti apparentemente al periodo bizantino. È situata nel colle Monte Meana, ed è probabile che in realtà costituisca, insieme alle grotte Monte Meana, Is Zuddas e tutte le altre della collina, un'unica grande cavità. Al suo interno fu condotto un nuovo esperimento di permanenza lunga, nell'anno 2008, da parte di Giancarlo Sulas.[19][29]
- Grotta Pirosu. Sita in località Su Benatzu, riveste enorme importanza dal punto di vista archeologico, in quanto al suo interno, nel 1968, fu rinvenuto un tempio nuragico.[19]

#### Foresta di Pantaleo

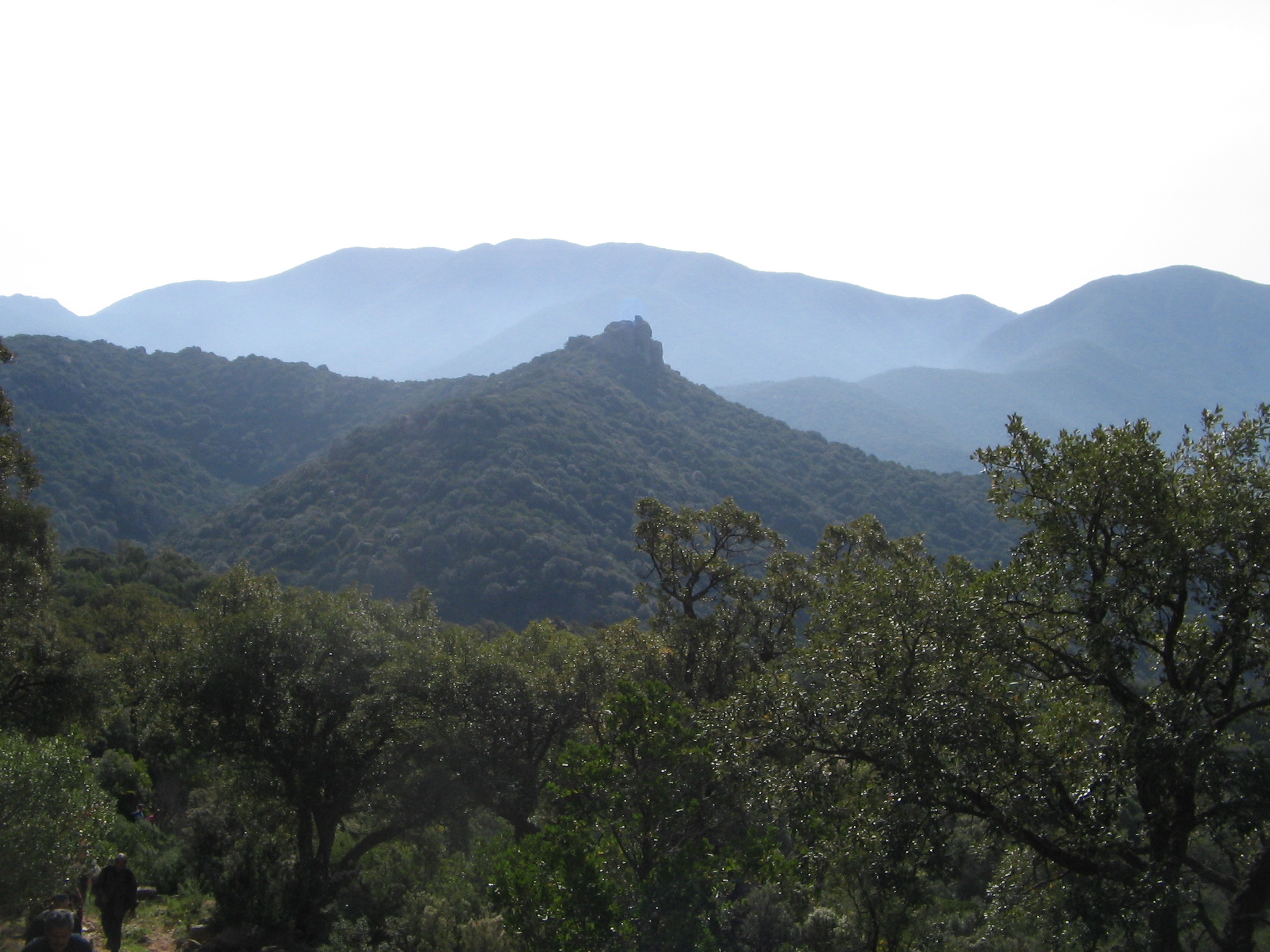
Foresta di Pantaleo, la più estesa lecceta del mondo

Quasi la metà del territorio comunale di Santadi è occupata da una vasta estensione boschiva, la foresta di Pantaleo. Quest'area ha un'importanza considerevole dal punto di vista naturalistico, per via della grande biodiversità che conserva. L'area è di notevole interesse anche dal punto di vista geologico e archeologico. Pantaleo è parte del Parco Del Sulcis.

## Società

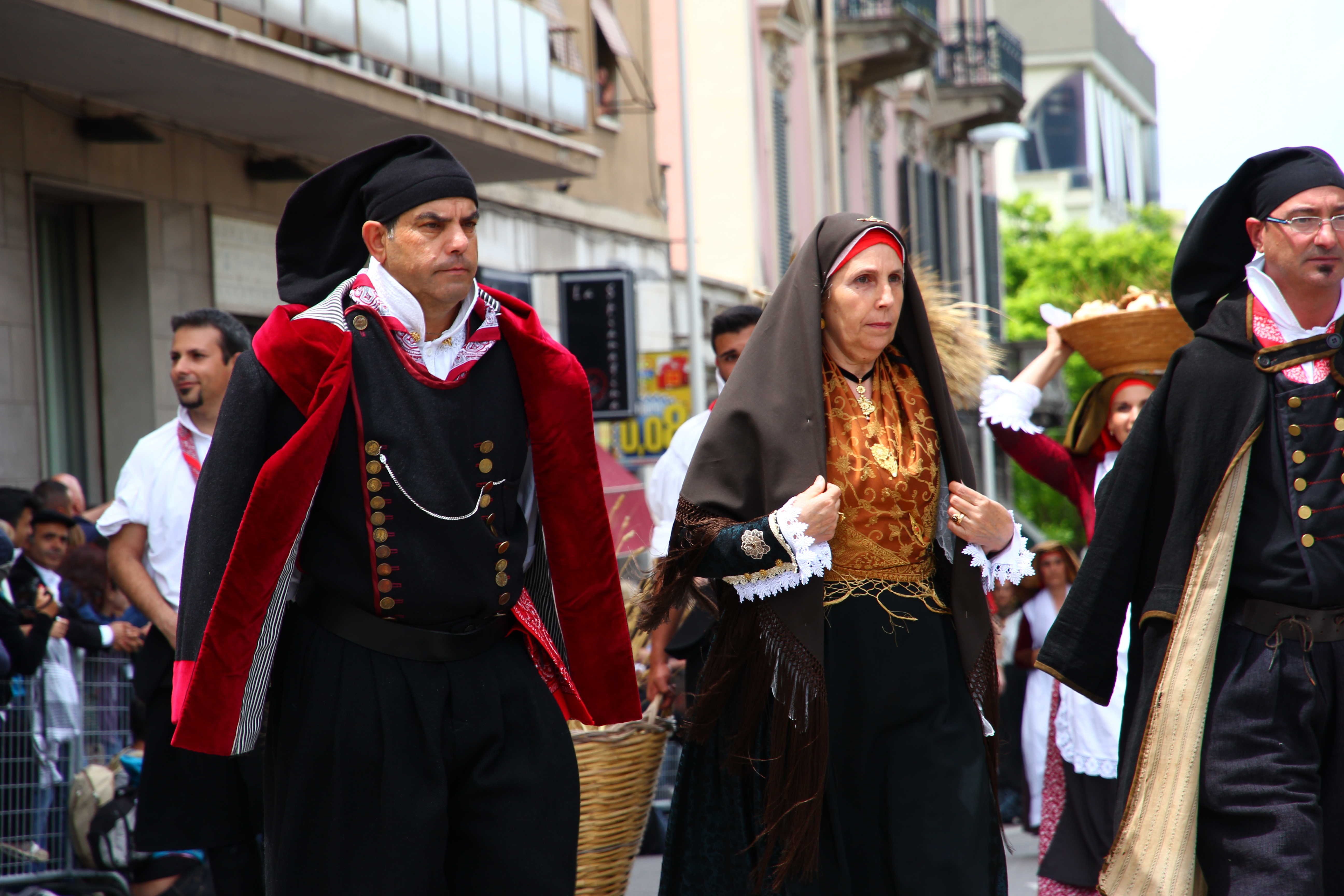
Costume tradizionale di Santadi

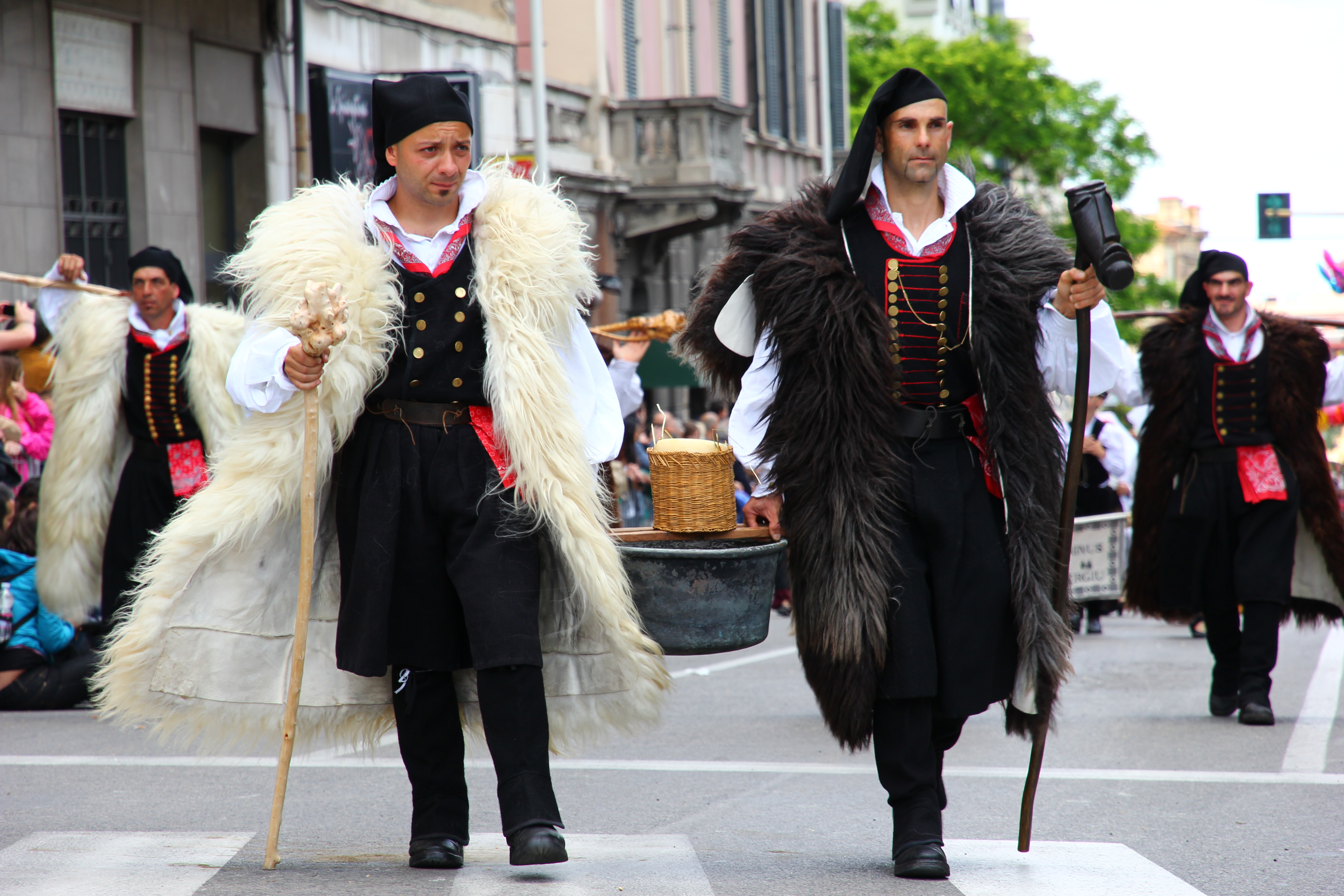
Costume tradizionale di Santadi

### Evoluzione demografica
Abitanti censiti

### Lingue e dialetti
La variante del sardo parlata a Santadi è il campidanese sulcitano.

## Cultura

### Musei
- Museo Civico Archeologico di Santadi.
- Museo Etnografico 'Sa Domu Antiga'.
- Museo delle bambole.

### Eventi

#### Matrimonio Mauritano
Dal 1968 si svolge ogni anno con grande successo di pubblico 'Sa Coia Maureddina' (il Matrimonio Mauritano). Si tratta di un'autentica cerimonia matrimoniale che rievoca i riti passati delle genti rurali del Sulcis. Si tiene la prima domenica del mese di agosto e vede un coinvolgimento di molte associazioni e semplici cittadini del paese, oltre alle istituzioni comunali. L'organizzazione è a cura della Pro Loco di Santadi.
I momenti più importanti sono: la vestizione degli sposi, i quali vengono abbigliati con gli abiti tradizionali; il corteo nuziale, con le traccas, i gruppi folk ed i cavalieri; il momento della celebrazione del Sacramento, in Piazza Marconi, nel Sagrato della Chiesa di San Nicolò; il rito chiamato Sa Gratzia, una speciale e antica benedizione; Su Cumbiru, ovvero l'offerta di dolci e torta nuziale che nella serata gli sposi fanno alla popolazione; il momento dei balli e dei canti della tradizione, nella nottata.
Nei giorni precedenti al matrimonio si ha la presentazione della coppia di sposi alla comunità e si tengono poi i festeggiamenti civili, con vari spettacoli, solitamente culminanti il sabato sera.

#### Pane e Olio in Frantoio
A partire dal 2003 si svolge una grande manifestazione dedicata a due prodotti simbolo della gastronomia santadese: il pane e l'olio d'oliva. In realtà poi l'evento è più in generale dedicato alla tradizione enogastronomica del paese, ed include prodotti come formaggio e vino. L'evento si tiene in un fine settimana tardo autunnale, tra la fine di novembre e l'inizio di dicembre. La visita guidata ai frantoi oleari costituisce una delle esperienze di maggiore richiamo. Altre attrattive sono la possibilità di effettuare degustazioni, oppure l'opportunità di conoscere le tecniche tradizionali di produzione alimentare, ad esempio quelle legate al pane (molitura, cottura a forno a legna). Durante la manifestazione c'è poi la possibilità di visitare i siti di maggiore interesse naturalistico e culturale del territorio.

#### Altri eventi
- Festa patronale di San Nicolò e Sant'Isidoro. La festa dedicata ai Santi Patroni di Santadi si tiene la prima domenica di settembre. I festeggiamenti religiosi prevedono due processioni, che solitamente si svolgono la domenica ed il lunedì; San Nicolò viene collocato in un carro trainato da una coppia di buoi, mentre Sant'Isidoro viene portato a mano dagli agricoltori e dagli allevatori di Santadi. Le parti del paese toccate dalle processioni sono le zone centrali, Santadi Basso e Merareddu. I festeggiamenti civili prevedono spettacoli che variano di anno in anno.[25]
- Festa di Santa Maria di Monte Fracca. I festeggiamenti in onore di Santa Maria di Monte Fracca, nella frazione di Barrua, si tengono la seconda domenica di settembre, anche se alcune edizioni si sono tenute nel mese di giugno (come nel 1998), ed in un remoto passato si tenevano ad agosto. I festeggiamenti religiosi prevedono due processioni: una, nel giorno del sabato, parte dalla Chiesa di San Nicolò e giunge fino alla Chiesa di Santa Maria, percorrendo diversi chilometri nelle campagne di Santadi; normalmente la statua lignea di Santa Maria viene trasportata in un carretto condotto da buoi. L'altra processione si svolge, nel giorno della domenica, all'interno della frazione di Barrua, con la statua trasportata da quattro persone a mano. I festeggiamenti civili non si tengono ogni anno.[25]
- Carnevale Santadese. Il Carnevale Santadese ha conosciuto fasi alterne, alcune edizioni sono saltate, in particolare negli anni 2010. La festa è stata riproposta dalla Pro Loco Santadi a partire dal 2018, con un crescendo nell'edizione 2019. La parte più importante dell'evento è rappresentata dalla sfilata dei carri allegorici e dei gruppi a piedi, alcuni dei quali indossano le maschere della tradizione carnevalesca sarda. La partenza è da trazione fissata in Santadi Basso, l'arrivo in Piazza Marconi; in alcune edizioni la partenza è stata a Merareddu.[25]

## Geografia antropica
Una delle fondamentali caratteristiche insediative del territorio del Sulcis, Santadi inclusa, è la grande presenza di nuclei abitativi sparsi, frazioni, che in lingua sarda prendono il nome di furriadroxius o meraus. Si tratta di agglomerati di case sorti per esigenze legate al mondo agropastorale, a partire soprattutto dal XVIII secolo. La frazione più grande di Santadi è Terresoli. Oltre alle varie frazioni, il paese è suddiviso in Santadi Alto o Centro e Santadi Basso (in sardo Santadi 'e Piccius e Santadi 'e Basciu).

### Frazioni
Il comune di Santadi comprende le seguenti frazioni e località, alcune delle quali non più abitate: 
- Barrancu Mannu
- Barrua de Basciu
- Barrua de Susu
- Bau Arena
- Crabì
- Casa del Frate
- Camburu
- Cruccuroni
- Is Aresus
- Is Arrus
- Is Canis
- Is Cattas
- Is Collus
- Is Cosas
- Is Langius
- Is Lois de Basciu
- Is Lois de Susu
- Is Morinus
- Is Pinnas
- Is Piroddis
- Is Pirosus

- Is Pisanus (presso Barrancu Mannu)
- Is Pisanus (presso Statale 293)
- Is Sabas
- Is Scanus
- Is Serventis
- Is Sinzus
- Is Sollais
- Is Toneddus
- Is Vaccas
- Is Xianas
- Is Zuddas
- Morimenta de Basciu
- Morimenta de Susu
- Pantaleo
- Su Benatzu
- Terresoli
- Tuerredda
- Vaticanu

## Economia

### Agricoltura ed industria alimentare

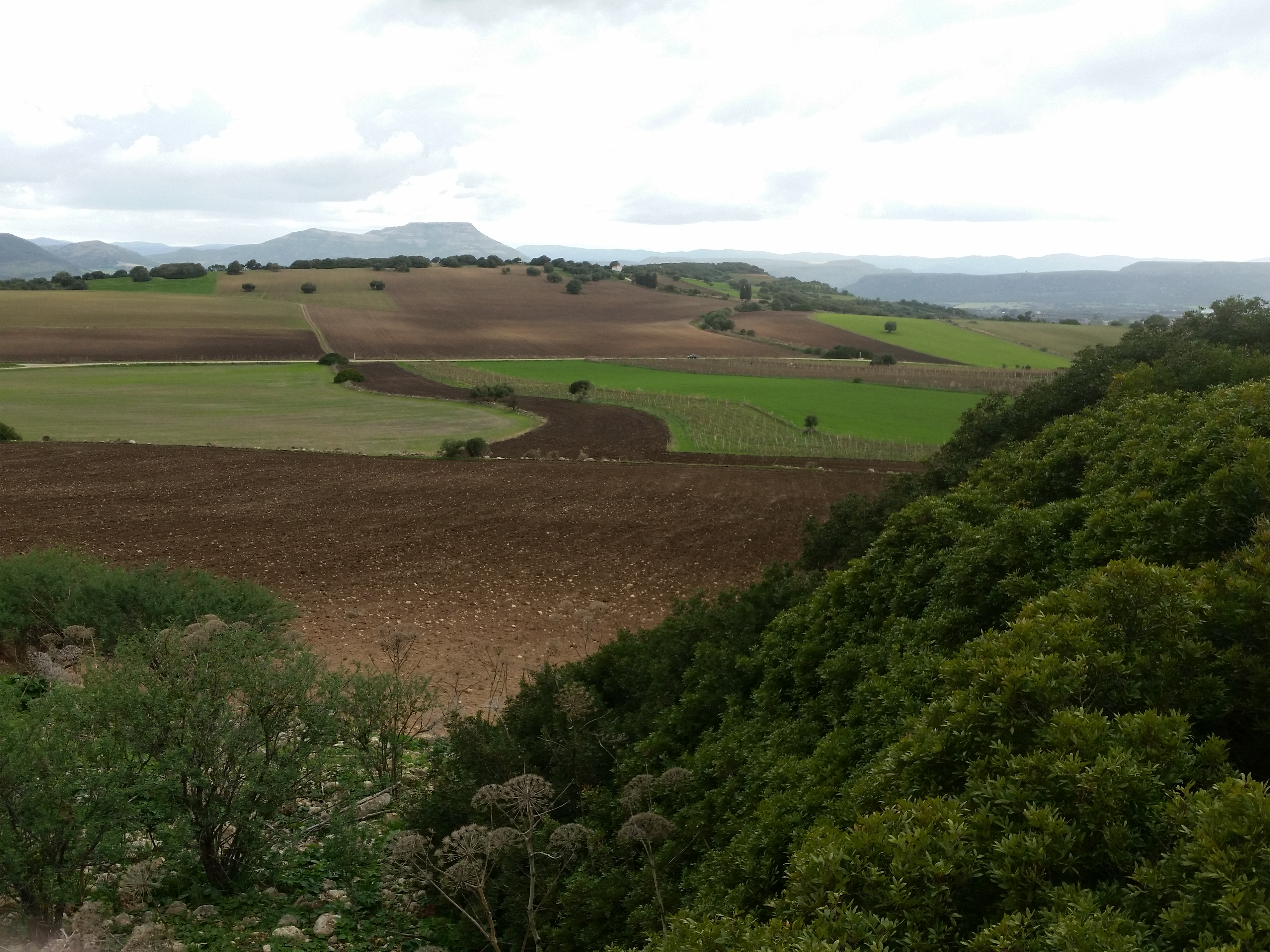
Campagna santadese nel tardo autunno. Campi arati nella fertile vallata di Funtana Luma.

L'economia di Santadi è fortemente orientata al settore agroalimentare. Il settore vitivinicolo rappresenta un'eccellenza del territorio: la più importante azienda del settore è la Cantina di Santadi, nata nel 1960, dopo le iniziali difficoltà, divenuta una delle più importanti aziende sarde del comparto, anche per via della collaborazione con l'enologo toscano di fama internazionale Giacomo Tachis. Annovera circa 130 soci e 40 dipendenti, con un fatturato di 10 milioni di Euro all’anno, una produzione di 1 800 000 bottiglie ed un export in tutto il mondo. Un'altra importante azienda del settore è l'Agricola Punica, la cui tenuta principale si trova nelle campagne di Barrua, frazione di Santadi. Sempre in tale settore sono presenti piccole realtà a conduzione familiare.
Nell'ambito dell'agroalimentare riveste grande importanza anche il settore lattiero-caseario. Numerosi sono gli allevamenti ovini e caprini ed importante è il locale caseificio, la Latteria Santadi, fondato nel 1962.
L'olivicoltura è un altro comparto rilevante dell'economia santadese: sono presenti alcuni frantoi oleari ed il comune fa parte dell'Associazione Nazionale Città dell'Olio, la rete che riunisce i territori olivetani italiani.
Importante è anche la filiera del pane, in particolare del civraxiu, tipico della zona, ma anche del coccoi e dei pani farciti. I panifici di Santadi hanno mantenuto la tradizione della cottura a forno a legna e hanno esteso la rete delle vendite fuori dai confini comunali, offrendo anche opportunità occupazionali. Rileva anche la produzione di carni fresche, miele, dolci, salumi e recentemente della canapa sativa.

## Amministrazione
| Periodo         | Periodo         | Primo cittadino | Partito                                        | Carica  | Note |
| --------------- | --------------- | --------------- | ---------------------------------------------- | ------- | ---- |
| 31 maggio 2015  | 26 ottobre 2020 | Elio Sundas     | Lista civica "Servizio e rispetto per Santadi" | Sindaco |      |
| 26 ottobre 2020 | in carica       | Massimo Impera  | Lista civica "Viviamo Santadi"                 | Sindaco |      |